# Čitluk
Čitluk, è un comune della Federazione di Bosnia ed Erzegovina, in Bosnia ed Erzegovina con 18.552 abitanti al censimento 2013.
Fa parte del cantone dell'Erzegovina-Narenta.
Il luogo è famoso in tutto il mondo per le apparizioni della Vergine Maria che avvengono sin dal 1981 nella località di Međugorje.

## Località
La municipalità di Čitluk è composta dalle seguenti 25 località:
- Bijakovići
- Biletići
- Gornja Blatnica
- Donja Blatnica
- Blizanci
- Čalići
- Čerin
- Čitluk
- Dobro Selo
- Dragičina
- Gradnići
- Gornji Hamzići
- Donji Hamzići
- Krehin Gradac
- Krućevići
- Gornji Veliki Ograđenik
- Donji Veliki Ograđenik
- Međugorje
- Paoča
- Potpolje
- Služanj
- Tepčići
- Gornji Mali Ograđenik
- Donji Mali Ograđenik
- Vionica

## Popolazione
Dati della popolazione della municipalità di Čitluk del 1971
Numero totale abitanti: 15.359, di cui:
- Croati 15.055 (98,02%)
- Bosgnacchi 183 (1,19%)
- Serbi 64 (0,41%)
- Jugoslavi 0
- Altri 57 (0,38%)

Dati della popolazione della municipalità di Čitluk del 1991
Numero totale abitanti che hanno dichiarato la propria nazionalità: 14.709, di cui:
- Croati 14.544 (98,9%)
- Bosgnacchi 110 (0,8%)
- Serbi 19 (0,1%)
- Jugoslavi 17 (0,1%)
- Altri 19 (0,1%)

Complessivamente la municipalità di Čitluk conta 15.083 abitanti

## Sport
Čitluk ha una squadra di calcio locale, la NK Brotnjo, ed una squadra di pallacanestro, la HKK Brotnjo.

## Amministrazione

### Gemellaggi
- Križevci
- Agrigento
- Poggio San Marcello
- Fossò